# NGC 1792
NGC 1792 (również PGC 16709) – galaktyka spiralna z poprzeczką (SBbc), znajdująca się w gwiazdozbiorze Gołębia w odległości 50 milionów lat świetlnych. Została odkryta 10 maja 1826 roku przez Jamesa Dunlopa.